# Václav Žlebský z Lichtenburka
Václav Žlebský z Lichtenburka (asi mezi 1285 a 1290 – mezi 1312 a 1314) byl český šlechtic ze žlebské větve rodu Lichtenburků.
Narodil se jako syn Jindřicha z Lichtenburka a Matyldy ze Žleb. V roce 1302 se poprvé objevil v pramenech. Vlastnil statky v Dolním Poohří s hradem Klapým (dnešní Hazmburk) a žlebské panství s hradem Žleby. Spolu se svým bratrem Čeňkem, strýcem Oldřichem a nevlastním bratrem Hynkem Krušinou byl jedním se straníků českého krále Jindřicha Korutanského. Po roku 1312 se vytratil z pramenů a v roce 1314 již byl nebožtíkem. Zanechal po sobě nedospělého syna Hynka Žlebského z Lichtenburka.

## Život

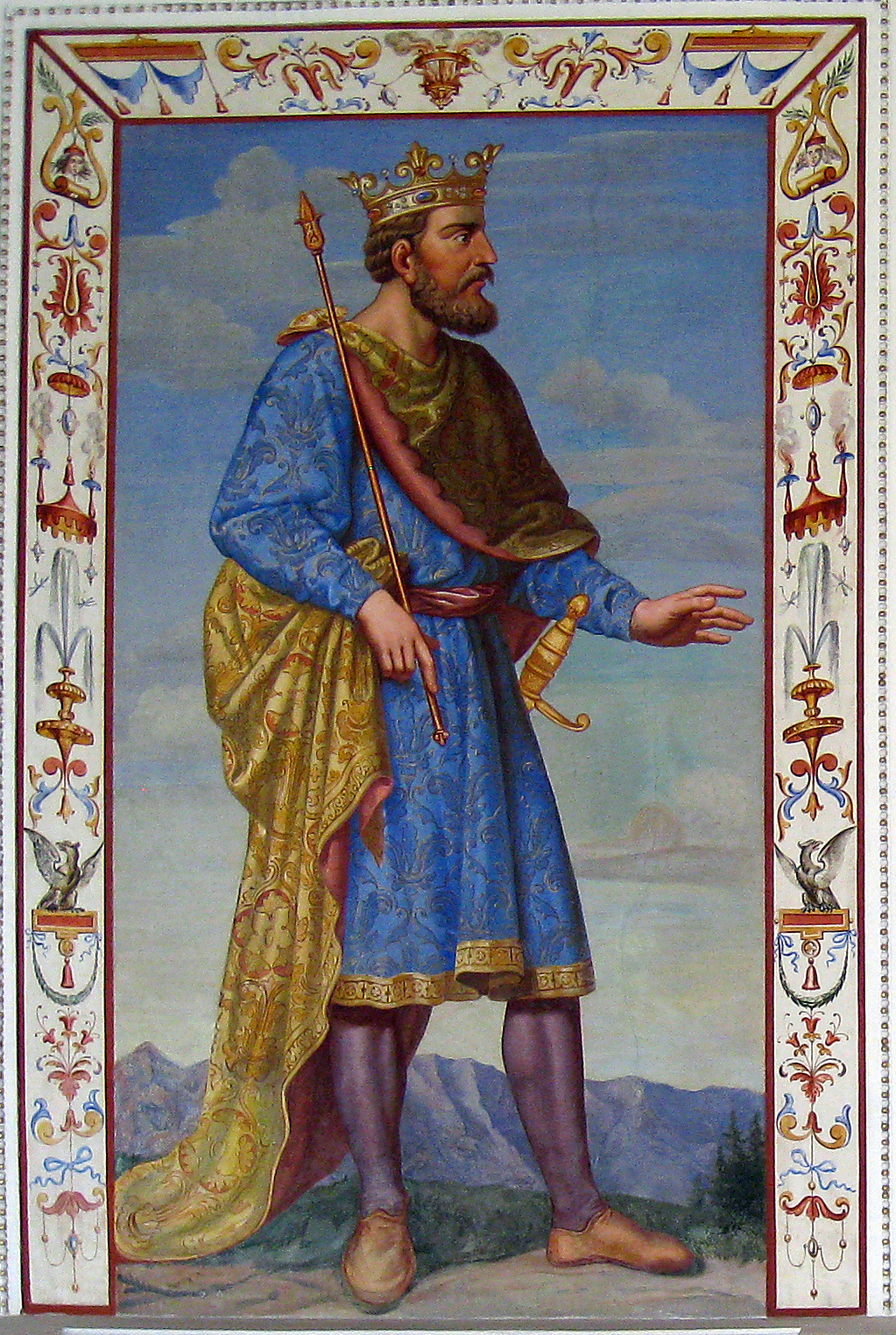
Malba Jindřicha Korutanského na zdi ve Španělském sále na zámku v Ambrasu u Innsbrucku

Václav Žlebský z Lichtenburka se narodil asi mezi roky 1285 a 1290 jako nejstarší syn z druhého manželství Jindřicha z Lichtenburka s Matyldou ze Žleb. Po smrti svého otce Jindřicha si Lichtenburkové dosud žijící v majetkovém nedílu roku 1296 rozdělili své panství. Jindřichův dospělý syn z prvního manželství s Domaslavou ze Strakonic Hynek Krušina I. z Lichtenburka a jeho nevlastní nezletilí bratři Václav Žlebský z Lichtenburka, Smil III. z Lichtenburka a Čeněk Žlebský z Ronovce, z lichtenburského panství získali polovinu Brodu (dnešní Havlíčkův Brod) s jeho doly, hrad Ronovec s okolím, žlebské panství a území v Dolním Poohří. K dalšímu dělení majetku mezi syny Jindřicha z Lichtenburka došlo do pěti let a to ve chvíli, kdy Václav dospěl. Z tohoto druhého dělení Václavovi zůstaly pouze s statky v Dolním Poohří a žlebské panství s hradem Žleby. První zmínka o Václavovi v pramenech pochází z roku 1302, kdy vystoupil s predikátem „ze Žleb“. Václav měl pro vydávání listin zřejmě vlastní kancelář.

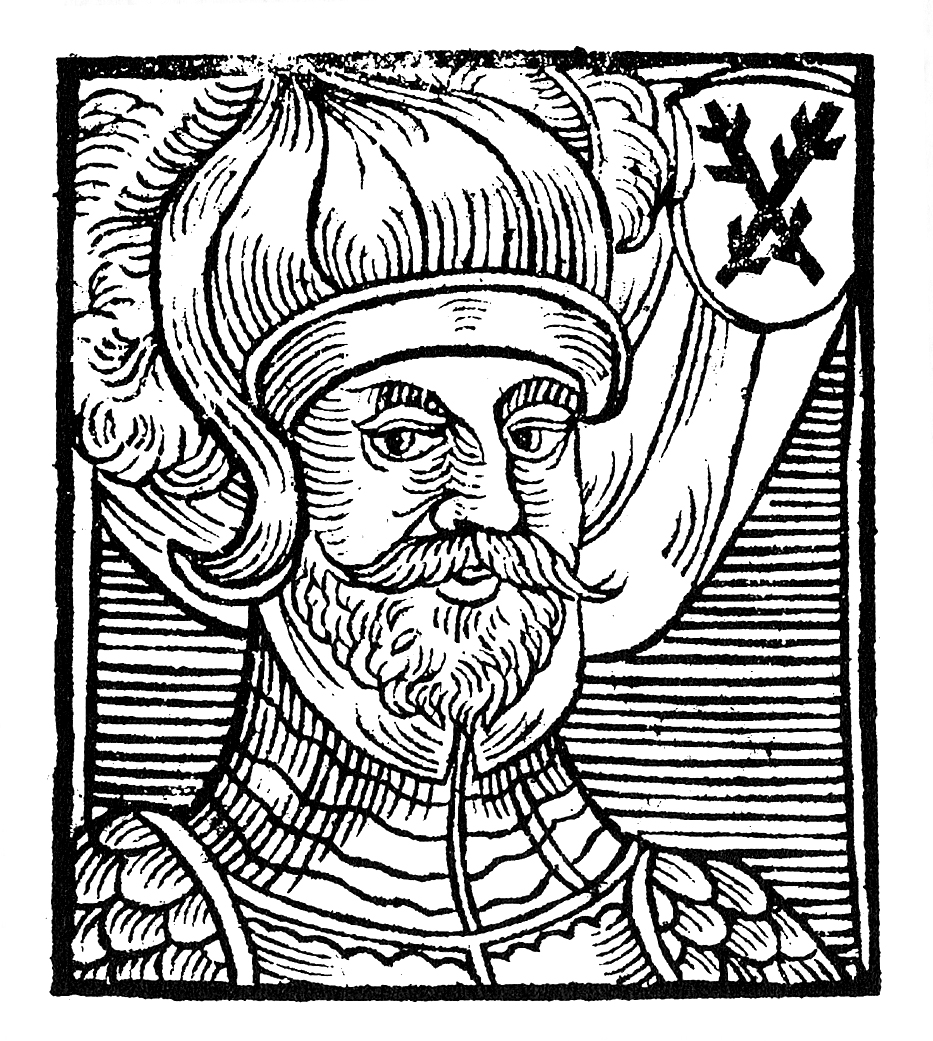
Oldřich z Lichtenburka (Fiktivní portrét od Bartoloměje Paprockého, Diadochus)

Václav i jeho bratr Čeněk se politicky přidržovali svého strýce Oldřicha z Lichtenburka. V lednu 1307 Václav například svědčil při Oldřichově založení města Ronovu nad Doubravou. Spolu s Oldřichem a svými bratry byl Václav velkým přívržencem českého krále Jindřicha Korutanského. V březnu 1310 Václav s bratry figuroval na listině svého strýce Rajmunda, které povolovalo městě Brodu vystavět si kamenné hradby. V červenci 1310 byl přítomen u složení přísahy věrnosti svým strýcem Oldřicha a jeho synem Jindřichem králi Jindřichu Korutanskému. Jindřich Korutanský byl však ještě téhož roku nakonec poražen a vyhnán z Čech Janem Lucemburským, jenž se následně stal novým českým králem. V roce 1312 se Václav naposledy objevil v pramenech a roku 1314 již byl po smrti. Zanechal po sobě syna Hynka Žlebského z Lichtenburka, který však v době otcovy smrti ještě nebyl zletilým. Rodové statky místo něj proto spravovala Václavova matka Matylda ze Žleb, jež měla velký vliv i na své syny.

## Majetek
Po smrti Václavova otce Jindřicha z Lichtenburka si Lichtenburkové roku 1296 rozdělili své panství. Dosud totiž žili v majetkovém nedílu. Václav se svými bratry z lichtenburského panství získal polovinu Brodu (dnešní Havlíčkův Brod) s jeho doly, hrad Ronovec s městem Bělou, žlebské panství a území v Dolním Poohří. K dalšímu dělení majetku mezi syny Jindřicha z Lichtenburka došlo nejpozději do pěti let, když Václav dospěl. Václavovi po tomto druhém dělení zůstaly pouze statky v Dolním Poohří s hradem Klapým (dnešní Hazmburk) a žlebské panství s hradem Žleby. Václav měl ale zřejmě také menší podíly z města Brodu a jeho okolí, jenž vlastnili především Václavův nevlastní bratr Hynek Krušina a jeho strýc Rajmund z Lichtenburka.
Nejasnosti panují ohledně majetku v dolním Poohří, protože se nejednalo o souvislé panství a není proto jisté, co všechno mu zde patřilo. Tato oblast byla zřejmě poměrně lukrativní, protože byla velmi vhodná pro zemědělství a procházelo zde několik obchodních stezek. Lichtenburkové zde možná vlastnili hrad Klapý (dnešní Hazmburk). Hospodářským centrem dominia v Dolním Poohří byly zřejmě Libochovice.

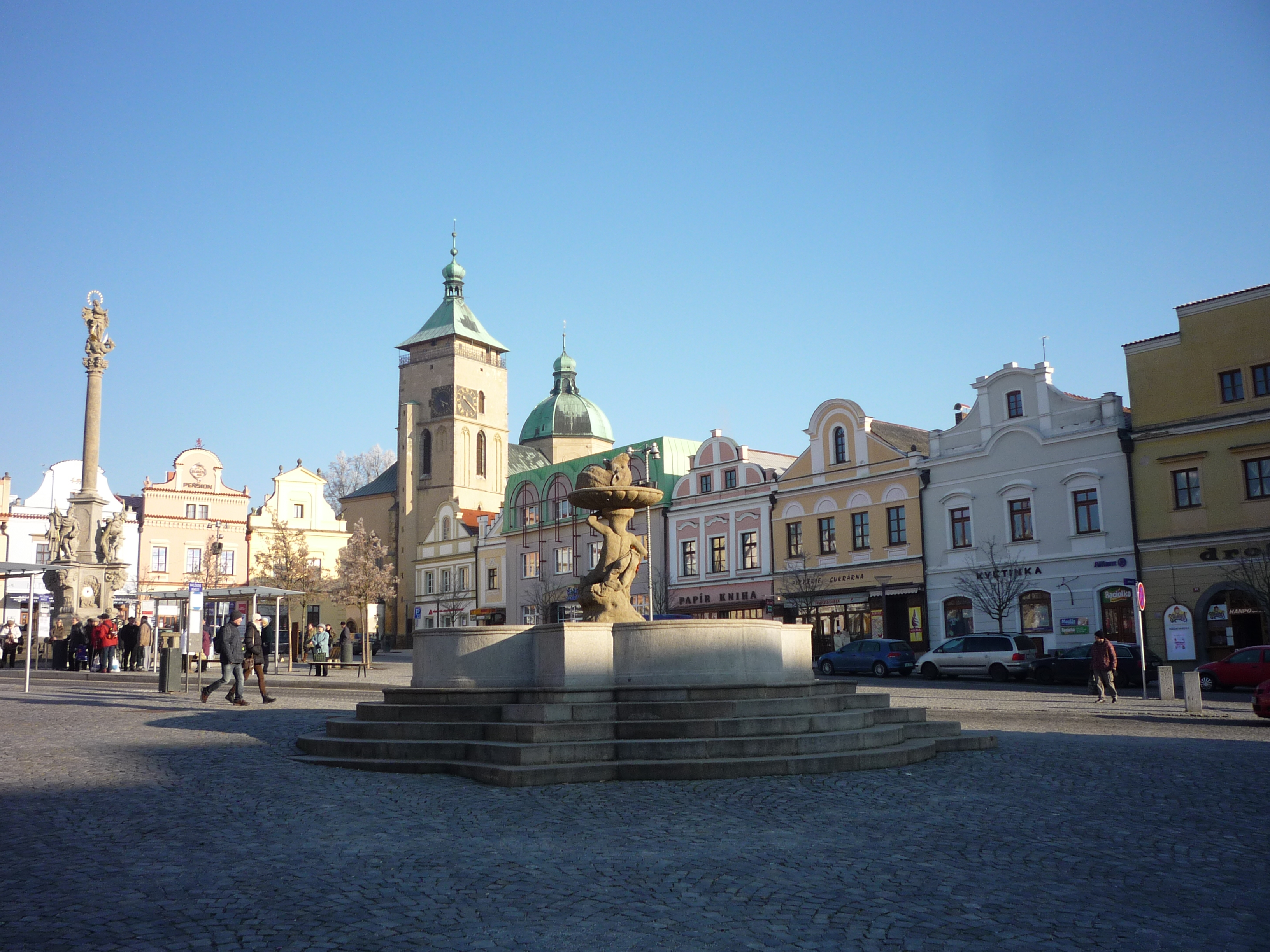
Havlíčkovo náměstí v Havlíčkově Brodu

Václav měl malý podíl zřejmě i na rodovém lichtenburském panství na Havlíčkobrodsku, což byla díky místním stříbrným dolům neobyčejně výnosná oblast. Centrum jejich dominia v této lokalitě tvořilo město Brod (dnešní Havlíčkův Brod). K Brodu patřila řada vesnic a soustava dvorů a mlýnů. Těžilo se zde především v povodí potoků Šlapanky a Žabince, kde se štoly nacházely u Petrkova, Svatého Kříže a Vysoké. I přesto, že hornictví v okolí Brodu mělo vlastní správu překrývající se s městskou správou, výtěžek z těchto dolů si nárokovali Lichtenburkové, ačkoli kontrolu nad všemi doly měl mít formou horního regálu král. Ložiska stříbra se však za Václavova života postupně vyčerpávala. Poblíž Brodu Václavovi náležel hrad Žleby, ke kterému patřila Uhelná Příbram, vesnice Žleby, Skovice, Markovice, Biskupice, Zaříčany, Tři Dvory, Koudelov, Ksiny a možná také Bílé Podolí tvořící spolu se Zaříčany nejsevernější lichtenburskou državu. Ke Žlebům náležela také patronátní práva ke kostelům ve Skuhrově, Lučicích a Protivanech.
Panství Václava Žlebského spravovali rychtáři jednotlivých měst a vesnic, na které dohlíželi vrchnostenští provinciální sudí.

## Pečeť
Pečeť Václava Žlebského z Lichtenburka se dochovala z roku 1302, 1307, 1310 a dále z roku 1314 a 1322, kdy byl Václav již po smrti a jeho pečetidlo využívala jeho matka Matylda. Tato pečeť byla okrouhlá s průměrem 51 milimetrů a byla vyrobená z přírodního vosku. Na listině byla přivěšená pergamenovým proužkem nebo bílo-červeno-fialovými nitěmi. V poli měla gotický štít skloněný vpravo, v němž se nacházely zkřížené ostrve. Na štítě byl nízký kbelcový helm. V klenotu se nacházela paví kyta, jež byla přeložená rybou. Pole pečeti zdobily proražené routy oddělené perlovcem. Na pečeti gotickou majuskulou stál opis +S. WENZESLAI.LVChTenBVRC.

## Potomci
1. manželství ∞ Anežka
- Hynek Žlebský z Lichtenburka (mezi 1305 a 1310–1351) ∞ Anežka z Landštejna
- Neznámá dcera, jeptiška v Pohledu